# The Debarted
The Debarted, titulado La trampa para Bart en Hispanoamérica e Infilbartado en España, es un episodio perteneciente a la decimonovena temporada de la serie animada Los Simpson, emitido por primera vez en Estados Unidos el 2 de marzo de 2008, el 17 de agosto de 2008 en Hispanoamérica y en España el 9 de agosto de 2009. Fue escrito por Joel H. Cohen, dirigido por Matthew Nastuk y las estrellas invitadas fueron Topher Grace y el locutor Terry Gross, quien tiene una breve aparición. En este episodio Bart se hace amigo de un nuevo estudiante llamado Donny, lo que Bart no sabe es que Donny es un topo contratado por Skinner para descubrir todas las bromas de Bart. Mientras tanto Homer disfruta de nuevo coche lujoso mientras su otro coche está en mantenimiento.

## Sinopsis
Todo comienza cuando Marge lleva a Bart y a Lisa a la escuela en el coche de Homer, y los niños comienzan a pelear. Pero Marge les dice que no lo hagan porque se siente incómoda conduciendo el coche de Homer (e inmediatamente descubre accidentalmente que Homer trabajaba como taxista, también que cobra muy caro y tiene una pistola escondida para amenazar a los que no quieren pagar). Pero nuevamente los niños pelean. Cuando Marge trata de detener la pelea, accidentalmente choca con el coche de Juan Topo el cual, se ahoga con el airbag del coche.
Llegando a la escuela, Bart presume de su retraso con una excusa simple pero luego descubre con asombro que su asiento está ocupado por un nuevo estudiante, llamado Donny, quien había sido recientemente expulsado de su anterior escuela y que, al parecer, resulta ser más popular que Bart. Mientras todos se encontraban en el patio, Donny arroja grandes cantidades de basura a la pared de la escuela, Bart comienza a sentir que ha perdido popularidad pero decide hacerle frente a Donny reclamando su lugar como chico popular de la escuela pero Donny sólo se dirige a él de manera sarcástica. Por lo que Bart trata de imitar a Donny (lanzando las bolsas de basura hacia la pared) pero Bart termina humillándose a sí mismo.
Mientras tanto, Homer lleva a arreglar su coche. El mecánico le cuenta de la existencia de un coche lujoso (Cadillac STS) que podría utilizar mientras su viejo coche estaba en reparación (porque era parte de la política del taller). Homer acepta el coche pero termina burlándose de las políticas de la empresa, aunque pronto notará que el nuevo coche es mucho mejor que el anterior, y así comienza a ir a todos lados en él. No obstante, cuando vuelve su casa, nota que Bart está solo y conversa con él. Bart se desahoga con su padre diciéndole todo lo que pasó en la escuela, y Homer le  da consejos, por lo que Bart se siente mejor y ambos terminan jugando dentro del coche nuevo.
Bart organiza una broma contra el Director Skinner, colocando planchas de metal en sus zapatos. Cuando Skinner se presenta en el auditorio para hablar de los alimentos que se servirán en la escuela, Bart usa imanes para hacer que Skinner baile sin control y de manera ridícula (debido al magnetismo de las planchas de metal con los imanes) y finalmente es lanzado fuera del edificio, hacia un recipiente lleno de viejos aparatos dentales. En ese instante, Bart recupera el respeto y la admiración de sus compañeros, pero Skinner trata de atrapar al responsable y para eso amenaza a todos los estudiantes con cambiar el sistema de castigos normal por uno más estricto, dando así a entender que todos pagarían por la broma de Bart. Donny se hace responsable de la broma que ha gastado Bart, por lo que Skinner se lo lleva a la dirección. Skinner lleva a Donny a su oficina, y en lugar de castigarlo lo felicita, porque ahí se revela que Donny es en realidad un topo (un informante, soplón o delator) contratado por el director y el Superintendente Chalmers para lograr que expulsen a Bart, esto debido a que todas las personas que fueron topos con Bart terminaron mal, incluso el psicólogo de la escuela se vuelve loco por esto.
Una vez terminada la reunión, Donny sale de la oficina mientras que Skinner lo amenaza teniéndolo en observación en frente de Bart (pero esto resulta ser falso pues lo hacen para aparentar que nada pasó delante de Bart). Por lo que Bart invita a Donny a su casa junto a Nelson Muntz y a Milhouse Van Houten y juntos planean más bromas para hacer en la escuela. Para formalizar la entrada de Donny en el grupo, Bart lo recompensa con orozuz azul de Europa, que pone la lengua azul a la persona que lo consuma. Y mientras ellos se divierten brindando con zumo de frutas, Lisa quiere unirse a ellos, pero estos cuatro le mojan con el zumo.
Por otra parte, Homer lleva a Marge a una cena romántica en un crucero, pero para esto le hace saber que tiene un nuevo coche. Y mientras Homer y Marge se sentían románticos dentro del coche, Homer recibe una llamada de la empresa mecánica, y el mecánico le informa de que su viejo coche está listo para llevárselo. Homer, sin embargo, se niega a devolver su coche lujoso, por lo que le pide al mecánico que escuche los sonidos del amor (ya que él y Marge estaban solos en el coche), pero lo que el mecánico escucha es un ruido mecánico que resultó ser la transmisión, información que Homer le da, para que no piense mal.
Dispuestos a preparar la broma contra Skinner, Bart y Donny se alistan, pero Skinner los atrapa a tiempo, llevándolos a detención. Y se da una secuencia de sucesos donde cada broma de Bart es evitada por Skinner. Bart queda perplejo y se enfada porque Skinner se anticipa a todas sus bromas, arruinándolas antes de tiempo. Pero aparece Willie, el jardinero, y éste informa a Bart de que hay alguien que lo está traicionando, un topo, y le hace saber que el topo y Skinner se reunirán. Pronto Bart toma la decisión de desenmascarar al topo, convirtiendo el suceso en una escena musical de persecución, pero termina fallando.
Mientras se dirigen al campo en bicicletas, Bart sospecha de uno de sus amigos e informa a cada uno de ellos de que entre estos había un topo. Mira a Milhouse, su mejor amigo; a Nelson, su otro mejor amigo; y a Donny, alguien de quien poco se conocía, pero Bart les dice que Milhouse es el topo. Por eso Bart encierra a Milhouse en un casillero en las afueras de la ciudad. Justamente aparece Cletus pensando que el casillero es un enviado del futuro. Milhouse le dice que estaba cometiendo un error, pero Cletus lo calla y usa el aparente baño.
Bart empieza a tramar la súper broma contra Skinner, la cual consistía en arrojarle huevos. Nelson piensa que la broma es tonta y obsoleta pero Bart le hace saber que usarían huevos de avestruz en su casa. Donny sentía curiosidad por la broma, la cual resulta ser muy fuerte e impactante. Ya en la escuela, Bart finge amabilidad con Skinner al colgar una pancarta mientras habla entre dientes para la broma que harían contra Skinner. Pero Bart se da cuenta de que la lengua del director es azul, notando así que el verdadero topo era Donny, porque la lengua azul sólo se daba por consumir el regaliz.
Entre tanto, Homer pasea en el nuevo coche con Lisa y al momento de pasar por el taller mecánico, ve al mecánico vendiendo su coche por 99 dólares a unos sujetos (aparentemente pervertidos). Así, se enfurece y se da cuenta de que el coche que siempre tuvo es como si fuera su hijo, por lo que lo recupera, abandonando el coche lujoso, aunque no se percata de que también abandona a su hija Lisa, a la que recupera rápidamente y se la lleva a casa.
Casi al final, Bart, Nelson y Donny se dirigían a lanzar los huevos, pero Bart les dice a estos que harían una breve parada. Y resulta que van al depósito de la escuela, en donde Willie los deja entrar. Al momento de estar allí, Bart empieza a hablar de buena manera, pero termina denunciando a Donny como el topo y Nelson lo inmoviliza. Donny se siente mal y les explica el porqué de esto. Resulta que Skinner y Chalmers querían a alguien distinto a los topos que ellos enviaron, y al ver a tantos niños, Chalmers desea saber sobre el caso de Donny (quien aparece practicando boxeo con un panal de abejas) y lo cogen para ser el topo que estaría junto a Bart. Bart se siente mal y decepcionado por Donny, pero Nelson le habla de una broma mayor que había preparado, mayor que la de los huevos de avestruz, algo llamado "La efervescente", que consiste en mezclar gaseosa dietética con pastillas de menta, y esto provocaba una gran efervescencia. Y Nelson revela a Donny que esto sería llevado a la millonésima, con una gran cantidad de bebidas dietéticas y pastillas de menta.
Pero son interrumpidos por la llegada del Superintendente Chalmers, el director Skinner (sosteniendo una cámara de video), y Willie, los cuales nuevamente frustran el trabajo de Bart, y Nelson huye. Resulta que Skinner tenía un topo mayor a Donny, y ese resultó ser Willie. Bart se siente indignado y le pregunta por qué lo hizo. Willie le dice que Skinner le daría algo que Bart no podría: un diploma de Escuela Primaria. Chalmers le dice a Bart que sería enviado al centro de detención juvenil más duro que logre encontrar. Donny siente lástima por Bart, ya que era la única persona que se había preocupado por él mientras que Skinner se burlaba del infortunio que Donny estaba viviendo por haber sido un topo. Por lo que, mientras Skinner se llevaba a Bart, Donny empuja los caramelos contra las gaseosas, y Bart logra escapar justo en el instante en que Skinner se distrae, causando esto una efervescente explosión dentro del depósito. Los dos niños escapan por el techo mientras Skinner, Chalmers y Willie quedan atrapados en la explosión. Bart y Donny se estrechan las manos y Donny decide irse, diciéndole a Bart que siempre recordaría su amistad, y se prometen verse en algún momento de su vida.
El doblaje latino del episodio termina con Ralph en medio de un cubo de basura, diciendo: "Las ratas simbolizan los topos", haciendo alusión al tema central del episodio. Cabe decir que la frase original es "the rat symbolizes obviousness", traducido en el doblaje de España como "La rata simboliza lo que es obvio", referenciando directamente a la película The Departed, en la cual está basado el episodio.